# ワン・ダイニング
株式会社ワン・ダイニングは、焼肉ダイニング「ワンカルビ」、和豚もちぶたしゃぶしゃぶ「きんのぶた」などを運営する会社である。本社は大阪府大阪市に所在。

## 沿革
- 2008年8月 - ダイリキが、（外食部門と精肉部門とに）会社分割を行い、外食部門の商号をダイリキから「株式会社ワン・ダイニング」に変更（精肉部門は、新設分割により新「ダイリキ」を設立）

## 運営店舗
レストラン事業
- 焼肉ダイニング「ワンカルビ」
- 焼肉ダイニング「ワンカルビpremium」
- 国産牛焼肉食べ放題「あぶりや」
- 和豚もちぶたしゃぶしゃぶ「きんのぶた」
- 和豚もちぶたしゃぶしゃぶ「きんのぶたpremium」
- とり焼・とり鍋 食べ放題「いちばん地鶏」
  - 八幡店（京都府八幡市）（1号店）
  - 大東赤井店（大阪府大東市）（2号店）
  - 阪急梅田店（大阪府大阪市）
- とり（焼き・鍋）・一品 食べ放題「鶏の力」

クイック事業
- BLACK ANGUS　HAMBURG & STEAK「炭火焼ONE」
  - 伊丹瑞穂店
  - 加古川店
  - 大東赤井店
  - 新金岡店
- ステーキ・ハンバーグと国産野菜サラダ「ワンカルGRILL」
  - イオンモール堺鉄砲町店

### 過去に運営していた店舗
レストラン事業
- ワンカルビPLUS＋

クイック事業
- 牛たん「杜もと（もりもと）」 - 以下の数店を展開していたが、現在は閉店または業態転換されている
  - 大和郡山店（1号店） - のちに焼肉・ステーキ（炭火焼）「ワンカル食堂」（大和郡山店）を経て、焼肉・ステーキ（炭火焼）「ワンカルGRILL」（大和郡山店）に業態転換。
  - 天理店
- とんかつ「1010（とんとん）」 - 以下の数店を展開していたが、現在は閉店または業態転換されている
  - 枚方店（1号店）- 焼肉・ステーキ（炭火焼）「ワンカル食堂」（枚方店）に業態転換
  - 香芝店 - 系列会社のダイリキが運営する「肉屋直営の焼肉店　ダイリキ香芝店」[2][3]となっている
- 焼肉・ステーキ（炭火焼）「ワンカル食堂」
  - 大和郡山店（1号店）- 焼肉・ステーキ（炭火焼）「ワンカルGRILL」（大和郡山店）に業態転換
  - 枚方店（2号店）
  - 新金岡店 - BLACK ANGUS　HAMBURG & STEAK「炭火焼ONE」（新金岡店）に業態転換
- 炭火ステーキと手ごねハンバーグ「ワンカルGRILL」
  - 加古川店 - BLACK ANGUS　HAMBURG & STEAK「炭火焼ONE」（加古川店）に業態転換
- ステーキ・焼肉（炭火焼）「ワンカルGRILL」
  - 伊丹瑞穂店（1号店）- BLACK ANGUS　HAMBURG & STEAK「炭火焼ONE」（伊丹瑞穂店）に業態転換
  - 大和郡山店

### 不祥事
2025年2月、滋賀県の「ワンカルビ守山店」（守山市）で食事をした19人が嘔吐や発熱などの症状を訴え、うち6人からノロウイルスが検出された。県は同店の料理が原因の食中毒と断定、3日間の営業停止命令が出された。